# بيرت غريفيث
بيرت غريفيث (بالإنجليزية: Bert Griffith)‏ هو لاعب كرة قاعدة أمريكي، ولد في 3 مارس 1896 في سانت لويس في الولايات المتحدة، وتوفي في 5 مايو 1973 في بيشوب في الولايات المتحدة.

## وصلات خارجية
- بيرت غريفيث على موقعبيزبول رفرنس.كوم (الدوري الرئيسي) (الإنجليزية)
- بيرت غريفيث على موقعبيزبول رفرنس.كوم (الدوري الثانوي) (الإنجليزية)